# (32212) 2000 OV11
2000 OV11 (asteroide 32212) é um asteroide da cintura principal. Possui uma excentricidade de 0.13833140 e uma inclinação de 5.30411º.
Este asteroide foi descoberto no dia 23 de julho de 2000 por LINEAR em Socorro.